# Thomas Pink
 (mars 2012).
Thomas Pink est une marque de vêtements britannique fondée par trois frères irlandais Mullen en 1984. Elle a été rachetée à 70 % par LVMH en 1999. Après de lourdes pertes, la marque change de nom en 2019 pour Pink Shirtmaker. 
En décembre 2020, il a été mis en vente. Il a fermé en janvier 2021.